# Tony Sund
Tony Sund, född den 4 augusti, 1995 i Pedersöre, är en finlandssvensk ishockeyspelare som säsongen 2022/2023 spelar för svenska Rögle BK i SHL.
Sund är fostrad i IFK Lepplax. Han spelade 2013–2015 i division 2 med Muik Hockey. Inför säsongen 2015/2016 flyttade han till Vasa Sport och deras A-juniorer. Säsongen 2016/2017 fortsatte Sund som överårig med A-juniorerna, samma säsong gjorde han debut i representationslaget och FM-ligan, det blev totalt sex matcher i ligan under säsongen. Följande säsong spelade Sund 47 ligamatcher för Sport. 
Det stora genombrottet i ligan kom säsongen 2018/2019 då Sund var Sports effektivaste back med poängen 8+27=35, med vilket han placerade sig på delad fjärde plats av ligans alla backar. Sund var även den enda i Sport som spelade grundsäsongens samtliga 60 matcher. I december snittade Sund en poäng per match under månadens totalt 10 matcher, med saldot 3+7=10. Sund valdes till månadens spelare i FM-ligan för december. Sund togs ut till landslagstränaren Jukka Jalonens preliminära trupp inför VM i Slovakien men lyckades inte ta sig in i det slutliga VM-laget.
I april 2019 skrev Sund på ett tvåårigt kontrakt med FM-ligaklubben TPS. En månad senare, i maj, skrev den odraftade Sund ett års rookiekontrakt med den amerikanska NHL-klubben San Jose Sharks. TPS sportchef Antero Niittymäki meddelade att TPS ändå kan komma att bli ett alternativ för Sund om han blir utan plats i NHL. Sund anslöt också till TPS i slutet av juli fram till starten av NHL:s träningsläger i september. Efter att ha deltagit i San Jose Sharks försäsong återvände Sund på lån till TPS över säsongen 2019/2020. När det stod klart att TPS missat slutspelet kallade ett skadedrabbat San Jose Sharks in Sund för spel i farmarlaget San Jose Barracuda i AHL. Efter att ha rest till USA i början av mars hann Sund inte ens med ett träningspass på is innan både AHL och NHL ställde in sina säsonger på obestämd tid på grund av coronaviruspandemin och Sund återvände till Finland.
I september 2020 skrev Sund på ett ettårigt kontrakt med den lettiska KHL-klubben Dinamo Riga. Dinamo Riga spelade sin sista match för säsongen den 27 februari 2021 och placerade sig sist i sin division. Sund som bland annat hade en eventuell uttagning till vårens världsmästerskap i sikte ville förlänga säsongen. Han fick kontrakt med schweiziska HC Davos som vid tillfället låg på femte plats i en haltande schweizisk ligatabell. Under totalt fem seriematcher med HC Davos noterades Sund för noll mål och en assist. HC Davos säsong tog slut efter att man slogs ut av SC Bern med 1-2 i matcher i kvalet till slutspel, Sund spelade samtliga tre matcher utan att noteras för poäng. Säsongen fortsatte för Sunds del, då han blev uttagen till tränaren Jukka Jalonens preliminära trupp inför VM i Riga, till skillnad från 2019 var Sund även med i det slutliga VM-landslaget. Mästerskapsdebutanten Sund gjorde två mål i Finlands 3-0 seger över Italien den 27 maj och samlade ytterligare två assister under den för finlands del tio matcher långa turneringen. VM slutade för Finlands del i silver efter förlust mot Kanada i en final som slutade 2-3 efter förlängning.
Inför säsongen 2021/2022 skrev Tony Sund ett säsongslångt kontrakt med svenska Rögle BK i SHL. Enligt tidningen Expressen låg Sund under våren i långt gångna förhandlingar med Brynäs IF där den österbottniske Mikko Manner tagit över som huvudtränare. Sund spelade 45 matcher i den 52 matcher långa grundserien som laget vann, han var lagets tredje mest effektiva back med poängen 6+10=16. En axelskada under kvartsfinalerna mot IK Oskarshamn gjorde att Sunds säsong tog slut i förtid, lagets säsong tog slut efter förlust i den sjätte semifinalmatchen mot Färjestad BK. I en tänkt finalserie var det planerat att Sund skulle återvända till spel. Rögle deltog säsongen 2021/2022 i CHL för första gången och vann mästerskapet efter seger över Tappara med 2-1 i finalen, Sund spelade samtliga 13 matcher och noterades för två mål och noll assister. I mars förlängde Rögle kontraktet med Sund över kommande säsong.